# Resi (Georgia)
Resi in georgiano რესი? è un villaggio che sorge sulle rive del fiume Tergi, ad un'altitudine di 2400 metri sul livello del mare, nella regione storica di Khevi, nella zona nordorientale della Georgia Amministrativamente appartiene alla Municipalità di Kazbegi, nella regione di Mtskheta-Mtianeti e dista dal capoluogo, Stepantsminda, circa 42 chilometri. In passato aveva raggiunto una popolazione di oltre 150 persone, censimento del 1926, ma al censimento del 2014 risultava disabitato.